# یوروکوپتر ای‌اس۳۳۲ سوپر پوما
ایرباس هلیکوپترز اچ۲۱۵ (که قبلاً یوروکوپتر ای‌اس۳۳۲ سوپر پوما نامیده می‌شد) یک بالگرد چندمنظوره، چهار ملخ، دو موتوره و سایز متوسط است که در اصل توسط آئروسپاسیال، و سپس توسط یوروکوپتر و در حال حاضر توسط ایرباس هلیکوپترز ساخته و به بازار عرضه شد. این بالگرد نسخه بازسازی شده و حجیم تر از نسخه اصلی آئروسپاسیال اس‌آ ۳۳۰ پوما است. سوپر پوما برای اولین بار در سال ۱۹۷۸ به پرواز درآمد و جانشین اس‌آ ۳۳۰ پوما به عنوان مدل اصلی تولید این نوع در سال ۱۹۸۰ شد. از سال ۱۹۹۰، سوپر پوماها برای کاربری نظامی تحت نام ای‌اس۵۳۲ کوگر به بازار عرضه شدند. در خدمات غیرنظامی، نسل بعدی جانشین ای‌اس۳۳۲ در سال ۲۰۰۴ معرفی شد. این نسخه که ئی‌سی۲۲۵ سوپر پوما نام داشت، نسبت به نسخه اصلی بزرگ‌تر شده بود.

## مشخصات فنی (ای‌اس۳۳۲ ال۱)
داده‌ها از Jane's All The World's Aircraft 1993–94
ویژگی‌های عمومی
- خدمه: ۲
- ظرفیت: ۲۴ مسافر به اضافه خدمه / ۴٬۴۹۰ کیلوگرم (۹٬۸۹۹ پوند)
- طول: ۱۶٫۷۹ متر (۵۵ فوت ۱ اینچ) بدنه

۱۸٫۷ متر (۶۱ فوت) در حالت گردش ملخ‌ها
- ارتفاع: ۴٫۹۷ متر (۱۶ فوت ۴ اینچ)
- وزن خالی: ۴٬۶۶۰ کیلوگرم (۱۰٬۲۷۴ پوند)
- بیشترین وزن برخاست: ۹٬۱۵۰ کیلوگرم (۲۰٬۱۷۲ پوند)
- پیشرانه: ۲ عدد موتور توربوشفت Turbomeca Makila 1A1، ۱٬۳۷۶ کیلووات (۱٬۸۴۵ اسب بخار) در هر موتور
- قطر روتور اصلی:  ۱۶٫۲ متر (۵۳ فوت ۲ اینچ)
- مساحت روتور اصلی: ۲۰۶٫۱۲ متر مربع (۲٬۲۱۸٫۷ فوت مربع) * Blade section: root: NACA 13112; tip: NACA 13106[۳]

عملکرد
- سرعت کروز: ۲۷۷ کیلومتر بر ساعت (۱۷۲ مایل بر ساعت، ۱۵۰ گره) بیشینه،

۲۴۷ کیلومتر بر ساعت (۱۵۳ مایل بر ساعت؛ ۱۳۳ گره) حالت اکونومیک
- بیشینه سرعت مجاز: ۳۲۷ کیلومتر بر ساعت (۲۰۳ مایل بر ساعت، ۱۷۷ گره)
- بُرد: ۸۵۱ کیلومتر (۵۲۹ مایل، ۴۶۰ مایل دریایی)
- حداکثر ارتفاع: ۵٬۱۸۰ متر (۱۶٬۹۹۰ فوت)
- نرخ صعود: ۷٫۴ متر بر ثانیه (۱٬۴۶۰ فوت بر دقیقه)

## همچنین ببینید
توسعه‌های مرتبط
- آئروسپاسیال اس‌آ ۳۳۰ پوما
- آی‌ای‌آر ۳۳۰
- یوروکوپتر ای‌اس۵۳۲ کوگر
- یوروکوپتر ئی‌سی۲۲۵ سوپر پوما

بالگردهای با عملکرد، پیکربندی و یا دوره زمانی مشابه
- سیکورسکی اس-۹۲
- میل می-۳۸
- میل-۱۷